# Bergisch-Marks voetbalkampioenschap 1925/26
In 1925/26 werd het zevende Bergisch-Marks voetbalkampioenschap gespeeld, dat georganiseerd werd door de West-Duitse voetbalbond. 
De West-Duitse competities werden gespreid over 1924 tot 1926. Vorig seizoen werd na de heenronde al een kampioen afgevaardigd naar de eindronde, dit seizoen werd de terugronde gespeeld. 
Düsseldorfer SC 99, dat vorig jaar kampioen geworden was speelde een minder goede terugronde en zakte naar de derde plaats. TuRU Düsseldorf werd kampioen en plaatste zich voor de West-Duitse eindronde. Vanaf dit jaar mochten ook de vicekampioenen naar de eindronde waardoor Fortuna Düsseldorf zich ook plaatste. Beide clubs werden vierde in de groepsfase. 

## Gauliga
| Plaats | Club                          | Wed. | W  | G | V  | Saldo | Ptn.  |
| ------ | ----------------------------- | ---- | -- | - | -- | ----- | ----- |
| 1.     | TuRU 1880 Düsseldorf          | 18   | 14 | 1 | 3  | 66:24 | 29:7  |
| 2.     | Düsseldorfer TSV Fortuna 1895 | 18   | 11 | 3 | 4  | 46:23 | 25:11 |
| 3.     | Düsseldorfer SC 99            | 18   | 10 | 3 | 5  | 46:27 | 23:13 |
| 4.     | SSV 04 Elberfeld              | 18   | 8  | 5 | 5  | 40:24 | 21:15 |
| 5.     | VfB 06 Remscheid              | 18   | 7  | 5 | 6  | 26:30 | 19:17 |
| 6.     | BV 04 Düsseldorf              | 18   | 8  | 2 | 8  | 37:38 | 18:18 |
| 7.     | FC Solingen 95                | 18   | 6  | 2 | 10 | 40:52 | 14:22 |
| 8.     | BC 05 Düsseldorf              | 18   | 4  | 4 | 10 | 31:46 | 12:24 |
| 9.     | Spfr. Schwarz-Weiß Barmen     | 18   | 4  | 4 | 10 | 35:61 | 12:24 |
| 10.    | Cronenberger SC 02            | 18   | 2  | 3 | 13 | 18:60 | 7:29  |

|  | Kampioen, geplaatst voor West-Duitse eindronde |
|  | Geplaatst voor West-Duitse eindronde           |
|  | Deelname degradatie-promotie eindronde         |

## 2. Bezirksklasse
Na de promotie-eindronde werd beslist dat de Gauliga uitgebreid werd naar 16 teams waardoor Schwarz-Weiß Barmen en CronenbergerSC 02 niet degradeerden. Er promoveerden nog vier bijkomende teams.

### Degradatie-promotie-eindronde
| Plaats | Club                       | Wed. | W | G | V | Saldo | Ptn.  |
| ------ | -------------------------- | ---- | - | - | - | ----- | ----- |
| 1.     | VfL 1906 Benrath           | 3    | 3 | 0 | 0 | 11:03 | 06:00 |
| 2.     | SV Germania 1907 Elberfeld | 3    | 1 | 1 | 1 | 10:03 | 03:03 |
| 3.     | Spfr. Schwarz-Weiß Barmen  | 3    | 1 | 1 | 1 | 03:05 | 03:03 |
| 4.     | Cronenberger SC 02         | 3    | 0 | 0 | 3 | 03:16 | 00:06 |

|  | Gekwalificeerd voor 1. Bezirksklasse 1926/27 |